# کیم سو-یونگ
کیم سو-یونگ (انگلیسی: Kim So-yeong؛ زادهٔ ۹ ژوئیهٔ ۱۹۹۲) بدمینتون‌باز زن اهل کره جنوبی است.